# 卡尔桑
卡尔桑（法語：Carsan，法語發音：[kaʁsɑ̃]）是法国加尔省的一个市镇，属于尼姆区。

## 地理
卡尔桑（44°14'16"N, 4°35'37"E）面积11.71 平方千米，位于法国奧克西塔尼大區加尔省，该省份为法国南部沿海省份，南端濒地中海，北起顺时针与阿尔代什省、沃克吕兹省、罗讷河口省、埃罗省、阿韦龙省和洛泽尔省接壤。
与卡尔桑接壤的市镇（或旧市镇、城区）包括：蓬圣埃斯普里、圣亚历山大、圣热尔韦、圣米歇尔德泽、圣波莱德凯松。

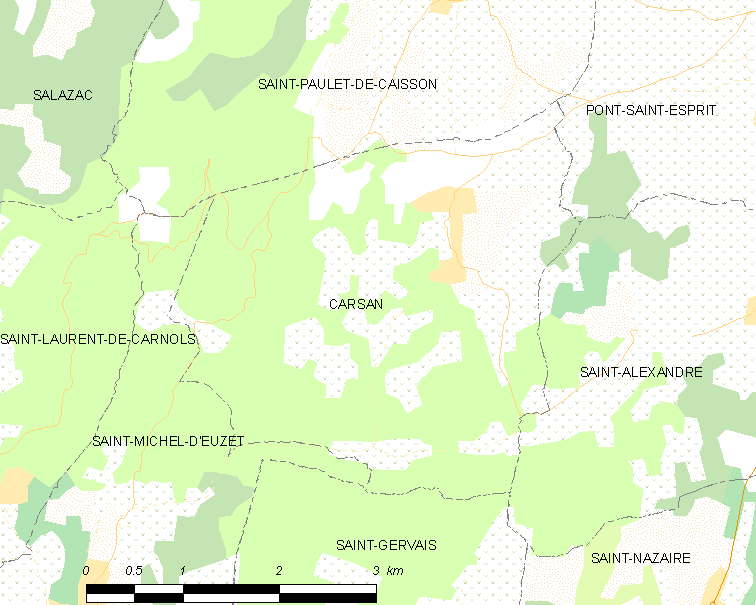
卡尔桑的OSM定位图

卡尔桑的时区为UTC+01:00、UTC+02:00（夏令时）。

## 行政
卡尔桑的邮政编码为30130，INSEE市镇编码为30070。

## 政治
卡尔桑所属的省级选区为蓬圣埃斯普里县。

## 人口

1962-2008年间卡尔桑人口变化图示

卡尔桑于2022年1月1日时的人口数量为790人。